# Цветковский, Юрий Юрьевич
Юрий Юрьевич Цветковский (24 марта [5 апреля] 1843 — 6 августа [19 августа] 1913) — общественный и культурный деятель, преподаватель истории искусств и русской словесности, директор Варшавского 7-ми классного коммерческого училища 1900—1907, профессор и директор Александровского коммерческого училища в Москве 1907—1913.

## Биография
Происходил из дворян. Родился 5 апреля (24 марта по старому стилю) 1843 года в семье майора Егора (Георгия) Сампсоновича Цветковского (православного вероисповедания) и Людвики Францевны Цветковской (католического вероисповедания). Место рождения село Дубиевка (Черкасская область).
В 1865 окончил университет св. Владимира в Киеве, историко — филологический факультет. В 1869, 1871 и 1872 годах для приготовления к профессорскому званию на кафедре теории и истории изящных искусств (Греция, Рим) был командирован в Берлин от Университета св. Владимира.
В начале 1860-х годов Ю. Ю. Цветковский был одним из основателей организации «Громада». Принимал живейшее участие в «Юго-западном отделе русского географического общества». С 1868 был преподавателем истории и словесности в Киевской военной гимназии св. Владимира. Также преподавал в Владимирском Киевском кадетском корпусе. Был фактическим редактором политической, ученой и литературной газеты «Киевский Телеграф» в последние годы её существования до её закрытия в 1876 году. Жил на Афанасьевской улице в Киеве.
После 1880 года преподавал в Петербурге в течение 20-ти лет сначала в кадетских корпусах, позже в академии генерального штаба и пажеском корпусе, на женских педагогических курсах, в учительском институте, Петровском коммерческом училище и многих других учебных заведениях.
В Петербурге жил на Мытнинской набережной.
В 1900 году Варшавское купеческое общество, открывая коммерческое училище и школу, пригласило Юрия Юрьевича директором училищ (в частности директором Варшавского 7-ми классного коммерческого училища).
С 1907 по 1913 Юрий Юрьевич был профессором и директором Александровского коммерческого училища в Москве. Руководил и другими учебными заведениями, основанными московским биржевым обществом: мужской торговой школой Императора Александра III, женским Николаевским коммерческим училищем и женской торговой школой императора Николая II.
Особняк Юрия Юрьевича в Москве находился в Бабушкином переулке (недалеко от Александровского коммерческого училища). Позже на месте особняка было построено здание Московского государственного университета инженерной экологии.
Переписывался и общался с В. И. Вернадским, П. И. Чайковским, Л. Н. Толстым.
В составе архивных фондов, хранящихся в Институте рукописи Национальной библиотеки Украины имени В. И. Вернадского, представлены письма Ю. Ю. Цветковского к В. С. Иконникову, И. В. Лучицкому, П. Г. Житецкому, Ю. А. Галабутскому, А. И. Степовичу, Е.К Трегубову, критическая заметка М. М. Могилянского, посвященная памяти Ю. Ю. Цветковского, а также сопроводительное письмо М. М. Могилянского в газету «Рада».
Скончался Юрий Юрьевич 19 августа (6 авг. по старому стилю) 1913 Москва. Отпевание в Никитской церкви (Ивановский сорок) на Старо-Басманной ул.. Погребение 9 авг. (по старому стилю) на кладбище Алексеевского женского монастыря, которое к концу 1930-х годов было ликвидировано.

## Семья
Юрий Юрьевич был дважды женат.
Дети от первого брака: Юрий (~1877-~1952), Константин (~1879) — инженер путей сообщения, Николай (20.05.1884 — 06.09.1938) — преподаватель зоологии, Людмила, Мария.
Во втором браке с Евдокией Ивановной Лебедевой родился сын Владимир (13.02. (31.01.) 1904 — 25.05.1987) — преподаватель, доцент на кафедре экономики в Московском Приборостроительном Техникуме (МПТ) 1956—1980 и в МВТУ им. Н. Э. Баумана 1960—1967.